# Brehon B. Somervell

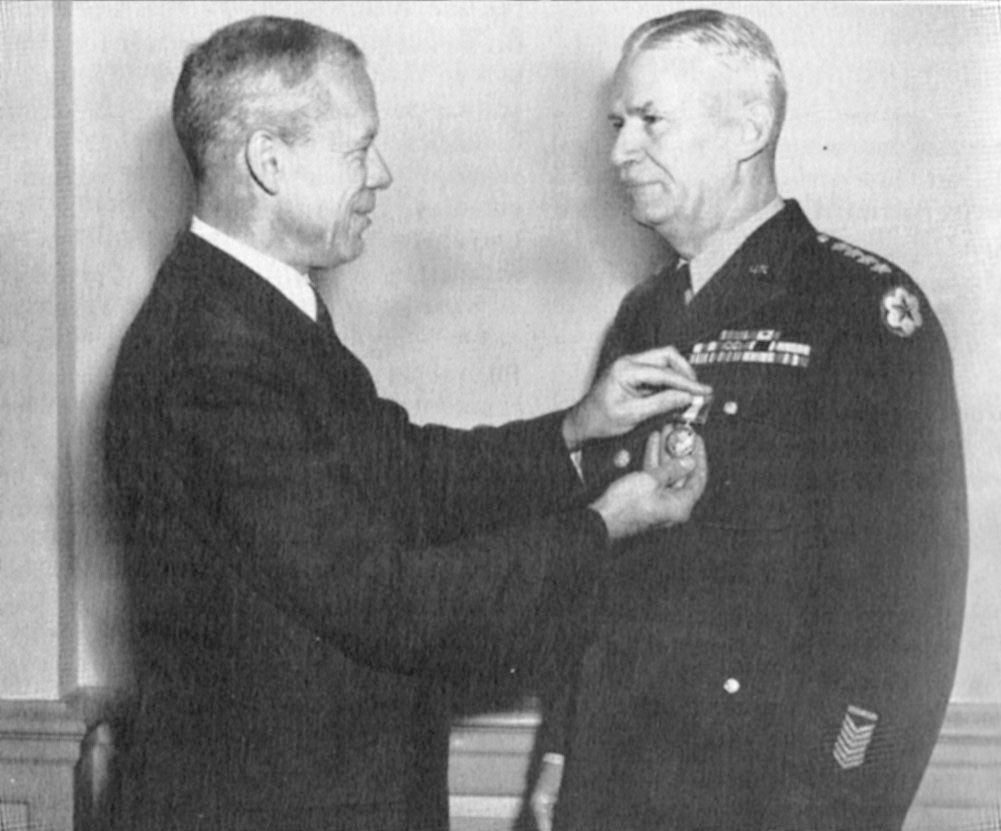
Minister Robert P. Patterson und Somervell, 1945

Brehon B. Somervell, auch Brehon Burke „Bill“ Somervell, (* 9. Mai 1892 in Little Rock, Arkansas; † 13. Februar 1955 in Ocala, Florida) war ein US-amerikanischer General und kommandierender General des Army Service Forces während des Zweiten Weltkriegs.

## Biografie

### Bis 1941
Somervell war der einzige Sohn eines Arztes; er wuchs  in Arkansas auf. Er absolvierte ab 1910 die US Military Academy in West Point. Er wurde danach als Leutnant im United States Army Corps of Engineers eingesetzt. Er studierte 1916/17 an der US Engineer School der Armee in Fort Leonard Wood, Missouri. Im Ersten Weltkrieg diente er von Juli 1917 bis Mai 1919 als temporärer Captain (Hauptmann), Major und Oberstleutnant (1918) im US Ingenieurregiment und dann in der 89. Division, also im logistischen Bereich, in Frankreich. 1920 wurde er nun als Major im Büro des Chefingenieurs in Washington DC eingesetzt. Erneut studierte er, nun am Command and General Staff College in Fort Leavenworth.

Nach 1922 war er mit verschiedenen Ingenieuraufgaben betraut unterbrochen von einem weiteren Studium am US Army War College in Carlisle, Pennsylvania.
Von 1936 bis 1940 war Somervell als Oberstleutnant Leiter der Bauprojektverwaltung in New York City und für große Maßnahmen verantwortlich, darunter den Bau des Flughafens LaGuardia.

Als Leiter der Bauabteilung des Quartiermeisterkorps übernahm er als Brigadegeneral 1941 den Bau von Lagern für Wehrpflichtigen und anderer Militäreinrichtungen. 485.000 Arbeiter und Mitarbeiter standen unter seinem Kommando für um die 700 Projekte. Das bekannteste Projekt war ab 1941 der Bau des Pentagons.

### Die USA im Krieg
Vom Februar 1942 bis Dezember 1945 befehligte Somervell als temporärer Generalmajor und Generalleutnant (1942) und als stellvertretender Stabschef die von 1942 bis 1946 bestehende US Army Service Forces of Supply (ASF), die logistische Versorgungseinheit der United States Army. In seinem Befehlsbereich war auch das Manhattan-Projekt zur Entwicklung und zum Bau einer Atombombe.

Am 9. März 1945 wurde er zum General befördert, als einziger Vier-Sterne-General im Zweiten Weltkrieg, der keine Streitkräfte in Übersee befehligte.

### Nach dem Krieg
1946 ließ sich Somervell pensionieren. Er war von 1946 bis 1955 Präsident eines in Pittsburgh ansässigen globalen Unternehmens.
Er war seit 1919 verheiratet und hatte drei Töchter. Nach dem Tod (1942) seiner ersten Frau hat er 1943 wieder geheiratet. Nach seiner Pensionierung lebte er in Ocala, Florida. Beerdigt wurde er auf dem Arlington National Cemetery.

## Ehrungen (Auswahl)
- Das Versorgungsschiff USAV General Brehon B. Somervell (LSV-3) wurde nach ihm benannt
- Distinguished Service Cross (1918)
- Army Distinguished Service Medal
- Legion of Merit
- Order of the British Empire
- Großoffizier der Ehrenlegion von Frankreich